# International Fact-Checking Network

Logo

Het International Fact-Checking Network (IFCN) is een internationaal netwerk van media dat gespecialiseerd is in factchecking. Het werd opgericht in 2015 door het Amerikaanse Poynter Institute for Media Studies.
De organisatie maakte een aantal regels en voorwaarden met betrekking tot factchecking en reiken IFCN-erkenningen uit. De erkenning verloopt na één jaar en kan na een controlerende audit vernieuwd worden. 
Het IFCN brengt de nieuwsbrief Factually uit in samenwerking met de American Press Institute.

## Erkenningen (selectie taalgebied)
Belgische erkenningen
- Knack (2019, 2020, 2021)

Nederlandse erkenningen
- NU.nl (2019)
- Nieuwscheckers (2017)